# البرلمان الاتحادي الانتقالي (الصومال)
البرلمان الاتحادي الانتقالي لجمهورية الصومال (بالصومالية: Golaha Shacabka Federaalka Kumeelgaarka ee Jamhuuriyada Soomaaliya)‏؛ كان البرلمان الوطني للصومال من 2004 حتى 2012. وخلفه البرلمان الاتحادي الصومالي.
في تقرير صدر عام 2008 بعنوان «الكثير من الخوف» اتهمت هيومن رايتس ووتش الحكومة الاتحادية الانتقالية بارتكاب انتهاكات لحقوق الإنسان وجرائم حرب تشمل القتل والاغتصاب والاعتداء والنهب. كما يذكر التقرير أن قوات الشرطة التابعة للحكومة الاتحادية الانتقالية قد تورطت أيضًا في عمليات اعتقال تعسفي للمدنيين العاديين من أجل ابتزاز الفدية من عائلاتهم.

## نظرة عامة
كانت المؤسسات الفيدرالية الانتقالية هي الأسس الرئيسية للحكومة الوطنية الصومالية. تم إنشاؤها في عام 2004، وتضمنت الميثاق الاتحادي الانتقالي، والحكومة الاتحادية الانتقالية والبرلمان الاتحادي الانتقالي.
شكل البرلمان الانتقالي الفرع التشريعي للحكومة، مع تمثيل الحكومة الاتحادية الانتقالية للسلطة التنفيذية. انتخب البرلمان الاتحادي الانتقالي الرئيس ورئيس الوزراء، وله سلطة اقتراح القوانين وإقرارها. كما تم تكليفه بالحكم والإدارة في مقديشو، التي كانت حينها مقر الحكومة الانتقالية. يتم اختيار أعضاء البرلمان من خلال زعماء العشائر التقليدية أو مجالس الشورى.
تأسس البرلمان الاتحادي الصومالي في 20 أغسطس 2012، بعد انتهاء ولاية الحكومة الاتحادية الانتقالية.

## تكوين
كان البرلمان، الذي يشار إليه رسميًا باسم الجمعية الفيدرالية الانتقالية، عبارة عن جمعية وطنية ذات مجلس واحد.
تم تشكيله في عام 2004 وضم في الأصل 275 عضوًا. بعد تشكيل حكومة وحدة وطنية في 2008-2009 بين الحكومة الاتحادية الانتقالية والأعضاء المعتدلين في تحالف إعادة تحرير الصومال، تمت زيادة مقاعد البرلمان إلى 550.
من بين هؤلاء، تم تعيين 475 عضوًا في البرلمان وفقًا لصيغة 4.5: تم تخصيص حصة واحدة لكل من العشائر الصومالية الرئيسية الأربعة، بينما حصل تحالف عشائر الأقليات على حصة قدرها 0.5.
تم حجز المقاعد الـ 75 المتبقية لرجال الأعمال وممثلي المجتمع المدني. كما نصت المادة 29 من الميثاق الاتحادي الانتقالي على أن 12٪ على الأقل من جميع أعضاء البرلمان يجب أن يكونوا من النساء.

## رئيس البرلمان
وكان أول رئيس للبرلمان هو الشريف حسن شيخ عدن. شغل المنصب من 15 سبتمبر 2004 إلى 17 يناير 2007، وخلفه عدن محمد نور مادوبي.
في 25 مايو 2010 أعيد انتخاب شريف حسن رئيساً لمجلس النواب.

## روابط خارجية
- رؤساء الدول وأعضاء مجلس الوزراء في الحكومات الأجنبية - الصومال